# Barbeville
Barbeville – miejscowość i gmina we Francji, w regionie Normandia, w departamencie Calvados.
Według danych na rok 1990 gminę zamieszkiwało 151 osób, a gęstość zaludnienia wynosiła 44 osoby/km² (wśród 1815 gmin Dolnej Normandii Barbeville plasuje się na 735. miejscu pod względem liczby ludności, natomiast pod względem powierzchni na miejscu 1016.).

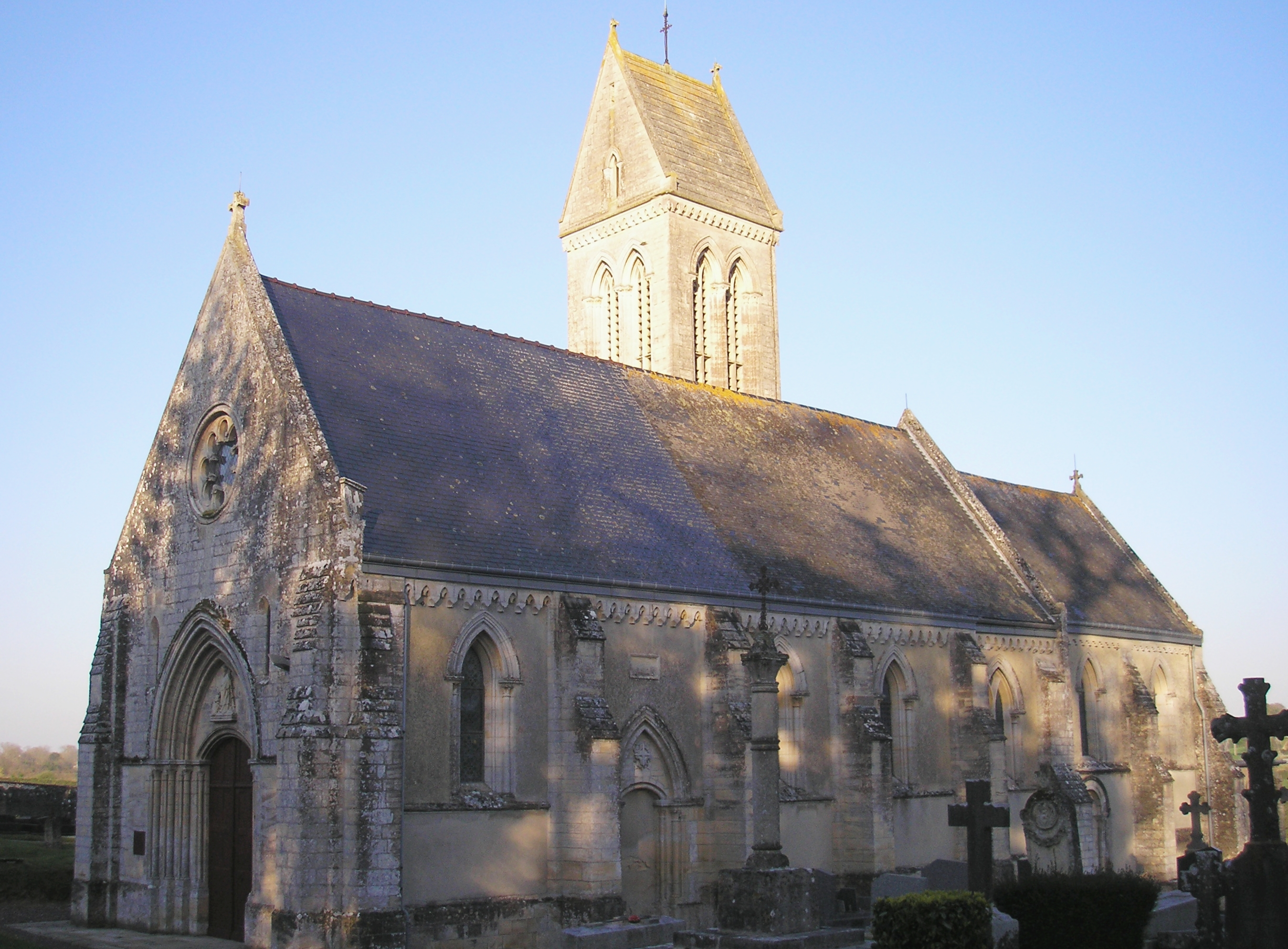
Zabytkowy Kościół św. Marcina z XIII wieku.

Na terenie gminy znajduje się zabytkowy Kościół pod wezwaniem św. Marcina z XIII wieku.

Zmiany populacji w Barbeville